# 歐文龍
歐文龍（葡萄牙語：Ao Man Long，1956年12月10日—）生於澳門，高級工程師，前澳門特別行政區運輸工務司司長。

## 個人簡介
歐文龍中學中五畢業於慈幼中學，在粵華中學就讀高中三年級，畢業後在賭場工作兩年後至國立台灣大學修讀機械工程，並於1982年獲學士學位。回澳後於東亞大學成為工商管理碩士研究生。1987年加入當時的澳葡政府，並先後任職各不同部門，如當時澳門市政廳（今民政總署）清潔部部長；1992年轉職至焚化中心暨污水處理站辦公室，並於1998年8月任該辦公室主任。

### 家庭
歐文龍已婚，妻子陳明瑛，育有一子一女。陳明瑛及子女在歐文龍貪污案被揭發前，均在倫敦讀書並生活，事後下落不明。陳明瑛在澳門回歸前曾任新聞司（現為新聞局）司長秘書，回歸後赴英國照顧子女，惟仍以放無薪假形式保留新聞局顧問高級技術員一職。及後，在2011年7月時已被有關部門予以撤職處分。
除官邸外，歐在華士古達嘉馬花園對面之一大廈有三個近千尺之單位物業，供父母、姓陳之舅仔居住與款客聚會之用。
歐文龍父親歐榮光（已歿）曾經於東望洋街16號經營洋服裁縫生意（已結業）；其母親范小雲（已歿）曾為聖若瑟教區中學第四校校務主任。

## 政界發展
1999年澳門回歸，歐文龍獲任命為澳門特別行政區首任運輸工務司司長，並於特區政府成立儀式上宣誓就職。及後於2004年12月4日，中華人民共和國國務院再度任命其為第二屆澳門特區政府的運輸工務司司長。

### 簡歷
- 澳門特別行政區運輸工務司司長
- 澳門特別行政區科技委員會委員
- 澳門港口管理有限公司董事暨行政委員
- 澳門清潔專營公司政府代表
- 澳門工程師學會前理事長
- 中國機械工程學會理事
- 中國高科技產業化研究會委員

### 榮譽
- 1999年12月18日：葡萄牙頒授高級軍官勳章

## 任內施政
歐文龍在上任之初曾提出要在制度上着手改善過去工務部門的官僚作風問題，重組有關部門，改善效率；更新過時的工業規章、條例；簡化審批程序；增加部門運作的透明度，改善回應能力，包括實施的郵電分家，成立電信管理局、澳門港務局和政府船塢合倂等。在2007年的施政中，提出成立交通事務局和環境保護局等部門，以更好地回應社會在不同領域的需要。
不過，歐文龍也由於城市規劃、批地等問題而曾被立法會議員批評，指其政策頒布突然，引起社會不少爭議，更被認為其在土地和工程批給機制上縱容利益輸送。同時，面對社會普遍要求的城市總規劃，由於遲遲未能出台而遭詬病。

## 貪污案
2006年12月6日因涉及工程項目巨額貪污及非法金融操作被捕，翌日中華人民共和國國務院接納澳門特別行政區行政長官何厚鏵的要求，免除其司長一職。2008年1月30日下午，歐文龍因貪污等五十多項控罪而被終審法院判處27年有期徒刑。2009年2月，歐文龍案第二階段開審，歐被加控廿八項受賄、清洗黑錢及濫用職權罪名。同年四月案件審結，當中廿四項罪名成立，歐文龍的總刑期加至28年半。2012年4月，歐文龍案第三階段開審，被控九項罪名，包括「御海．南灣」五幅土地批給案，港商劉鑾雄、羅傑承捲入案中。同年五月，檢察院以行賄及清洗黑錢罪控告劉鑾雄及羅傑承。2012年5月31日，歐文龍案第三階段宣判，九罪全部成立，總刑期加刑至29年。